# Eustrotiopis richinii
Eustrotiopis richinii är en fjärilsart som beskrevs av Emilio Berio 1940. Eustrotiopis richinii ingår i släktet Eustrotiopis och familjen nattflyn. Inga underarter finns listade i Catalogue of Life.